# Mohamed Chalali
Mohamed Chalali (* 4. April 1989 in Montreuil) ist ein algerischer ehemaliger Fußballspieler.

## Karriere

### Verein
Mohamed Chalali wurde zwar in Frankreich geboren, stammt aber ursprünglich aus der Provinz Bejaia in Algerien.
Er spielte bei CA Romainville, bevor er im Sommer 2003 in die Jugendabteilung des Le Havre AC wechselte. Am 2. November 2007 debütierte er per Einwechslung für das Profiteam in einem Ligue-2-Spiel gegen EA Guingamp. Am 15. Juli 2009 unterschrieb er einen Vertrag beim Ligakonkurrenten LB Châteauroux. Doch nach nur einem einzigen Ligaspiel, wechselte er am 23. August 2010 ablösefrei zum griechischen Verein Panionios Athen, wo er einen Dreijahresvertrag unterschrieb.
Aufgrund der Proteste in Griechenland ausgelöst durch die Eurokrise verließ Chalali Athen und wechselte zum FC Aberdeen in die Scottish Premier League. Nachdem Chalali jeweils für kurze Zeit bei ES Sétif und JS Kabyliespielte, wechselte er im Sommer 2013 zu JSM Béjaïa.
Seit 2014 ist er nur noch im französischen Amateurbereich aktiv, aktuell spielt er für Sechstligist Olympique Noisy-le-Sec.

### Nationalmannschaft
Am 12. Oktober 2010 gab er für die U-23-Nationalmannschaft beim 1:0-Sieg gegen Katar sein Länderspieldebüt und erzielte auch noch das Siegtor. Am 26. Mai 2012 debütierte er dann für die A-Nationalmannschaft in einem Freundschaftsspiel gegen Niger, als er in der 80. Minute für Adlène Guedioura eingewechselt wurde.

## Erfolge
- Algerischer Meister: 2013